# Pro Short
Pour les articles homonymes, voir Short (homonymie).
Pro Short est l’association Suisse du court métrage, le groupement et la représentation des intérêts du court métrage Suisse.

## Histoire
L’association a été fondée en 2017 pendant les Journées de Soleure ; après le festival de Locarno 2017, le comité a fait sa première apparition publique.
Le comité est composé de représentants de diverses professions telles que la direction, la production, la programmation et le metier d'acteur / actrice, provenant des différentes régions de Suisse.
Depuis le printemps 2019, l'association engage une secrétaire générale, qui est doté d'une charge de travail à temps partiel.
En été 2021, l'association s'est rattachée à l'Association suisse des réalisateurs et scénaristes (ARF/FDS) sous la forme d'un groupe d'intérêt (GI). Pro Short continue d'exister en tant qu'association indépendante, mais entretient des échanges plus étroits avec l'ARF/FDS, qui est déjà plus ancienne et plus renommée, notamment par l'inclusion d'membre du comité de Pro Short au comité de l'ARF/FDS.

## Membres
Toute personne impliquée ou intéressée par le court métrage peut devenir membre ; l'association est ouverte aux membres de toutes les professions (à savoir réalisation, scénario, technologie, distribution, commissariat, festival). Les entreprises ou institutions peuvent également devenir membres en tant que tels (par exemple les sociétés de production, les festivals de cinéma, les universités).